# Граушпиц
Гра́ушпиц (нем. Grauspitz) — высочайшая гора Лихтенштейна, расположенная на юге общины Тризен на границе с Швейцарией. Высота — 2599 метров над уровнем моря. Принадлежит к горному массиву Ретикон.
Ухоженной тропы нет, самый лёгкий маршрут к наивысшему пику проходит через Хинтер-Граушпиц и по гребням 3-4 класса.
В «Справочнике географических и исторических названий Лихтенштейна» Граушпиц, Вордер-Граупшпиц, Хинтер-Граушпиц и Шварцхорн указаны как четыре разные горные вершины.